# Tsuki no Uragawa
 (mars 2025).
Singles de DiVA
Cry
(2011)
Tsuki no Uragawa (月の裏側, "La face cachée de la lune") est le premier single du groupe d'idoles japonaises DiVA, sous-groupe (unit) issu d'AKB48.

## Informations
Le single devait sortir le 27 avril 2011, mais sa sortie a été reportée au 18 mai 2011 à la suite du séisme de 2011 de la côte Pacifique du Tōhoku. Il est écrit et produit par Yasushi Akimoto. Il atteint la 3e place du classement hebdomadaire des ventes de l'oricon, et reste classé pendant neuf semaines, se vendant à 73,890 exemplaires durant cette période.
Le single est disponible en sept versions : six versions "CD+DVD" avec un DVD en supplément contenant le clip vidéo de la chanson, et une version "CD seul" en distribution limitée.
Les trois versions limitées "CD+DVD" sont nommées "type A, B et C" et comportent un ticket permettant d’assister à un mini concert, et les trois versions régulières "CD+DVD" sont nommées "type D, E et F". La version limitée "CD seul", dite Theater ou "Type G", comporte une photo d'un des membres ainsi qu’un ticket pour un handshake event permettant de rencontrer le groupe.

## Titres
CD single édition limitée "Type-A" et régulière "Type-D"
Toutes les paroles sont écrites par Yasushi Akimoto.
| CD single | CD single                                                                   | CD single                                    | CD single | CD single | CD single | CD single | CD single | CD single | CD single |
| No        | Titre                                                                       | Musique / Arrangements                       | Durée     |           |           |           |           |           |           |
| --------- | --------------------------------------------------------------------------- | -------------------------------------------- | --------- | --------- | --------- | --------- | --------- | --------- | --------- |
| 1.        | Tsuki no Uragawa (月の裏側 ; "La face cachée de la lune")                   | Nao Morisaki / Earth Pine Productions.       | 4:26      |           |           |           |           |           |           |
| 2.        | Fade Out                                                                    | Itou Tokoroten rou / Earth Pine Productions. | 4:42      |           |           |           |           |           |           |
| 3.        | Tsuki no Uragawa (Karaoke Version) (月の裏側 ; "La face cachée de la lune") | Nao Morisaki / Earth Pine Productions.       | 4:26      |           |           |           |           |           |           |
| 4.        | Fade Out (Karaoke Version)                                                  | Itou Tokoroten rou / Earth Pine Productions. | 4:42      |           |           |           |           |           |           |
| 26:32     |                                                                             |                                              |           |           |           |           |           |           |           |

CD single édition limitée "Type-B" et régulière "Type-E"
Toutes les paroles sont écrites par Yasushi Akimoto sauf celles du titre Information écrites par Tetsuya Komuro.
| CD single | CD single                                                                   | CD single                                  | CD single | CD single | CD single | CD single | CD single | CD single | CD single |
| No        | Titre                                                                       | Musique / Arrangements                     | Durée     |           |           |           |           |           |           |
| --------- | --------------------------------------------------------------------------- | ------------------------------------------ | --------- | --------- | --------- | --------- | --------- | --------- | --------- |
| 1.        | Tsuki no Uragawa (月の裏側 ; "La face cachée de la lune")                   | Nao Morisaki / Earth Pine Productions.     | 4:26      |           |           |           |           |           |           |
| 2.        | Information                                                                 | Tetsuya Komuro / Tetsuya Komuro, Koji Kubo | 4:15      |           |           |           |           |           |           |
| 3.        | Tsuki no Uragawa (Karaoke Version) (月の裏側 ; "La face cachée de la lune") | Nao Morisaki / Earth Pine Productions.     | 4:26      |           |           |           |           |           |           |
| 4.        | Information (Karaoke Version)                                               | Tetsuya Komuro / Tetsuya Komuro, Koji Kubo | 4:15      |           |           |           |           |           |           |
| 25:28     |                                                                             |                                            |           |           |           |           |           |           |           |

CD single édition limitée "Type-C" et régulière "Type-F"
Toutes les paroles sont écrites par Yasushi Akimoto.
| CD single | CD single                                                                   | CD single                              | CD single | CD single | CD single | CD single | CD single | CD single | CD single |
| No        | Titre                                                                       | Musique / Arrangements                 | Durée     |           |           |           |           |           |           |
| --------- | --------------------------------------------------------------------------- | -------------------------------------- | --------- | --------- | --------- | --------- | --------- | --------- | --------- |
| 1.        | Tsuki no Uragawa (月の裏側 ; "La face cachée de la lune")                   | Nao Morisaki / Earth Pine Productions. | 4:26      |           |           |           |           |           |           |
| 2.        | Blue Rose -DiVA ver.-                                                       | Kouji Ueda / Hiroshi Matsui            | 4:29      |           |           |           |           |           |           |
| 3.        | Tsuki no Uragawa (Karaoke Version) (月の裏側 ; "La face cachée de la lune") | Nao Morisaki / Earth Pine Productions. | 4:26      |           |           |           |           |           |           |
| 4.        | Blue Rose -DiVA ver.- (Karaoke Version)                                     | Kouji Ueda / Hiroshi Matsui            | 4:29      |           |           |           |           |           |           |
| 28:52     |                                                                             |                                        |           |           |           |           |           |           |           |

CD single édition limitée "Type-G - Theater"
Toutes les paroles sont écrites par Yasushi Akimoto.
| CD single | CD single                                                                   | CD single                              | CD single | CD single | CD single | CD single | CD single | CD single | CD single |
| No        | Titre                                                                       | Musique / Arrangements                 | Durée     |           |           |           |           |           |           |
| --------- | --------------------------------------------------------------------------- | -------------------------------------- | --------- | --------- | --------- | --------- | --------- | --------- | --------- |
| 1.        | Tsuki no Uragawa (月の裏側 ; "La face cachée de la lune")                   | Nao Morisaki / Earth Pine Productions. | 4:26      |           |           |           |           |           |           |
| 2.        | Tsuki no Uragawa -RoyalMirrorball Mix-                                      | Nao Morisaki / Earth Pine Productions. | 4:26      |           |           |           |           |           |           |
| 3.        | Tsuki no Uragawa (Karaoke Version) (月の裏側 ; "La face cachée de la lune") | Nao Morisaki / Earth Pine Productions. | 4:26      |           |           |           |           |           |           |
| 4.        | Tsuki no Uragawa -RoyalMirrorball Mix- (Karaoke Version)                    | Nao Morisaki / Earth Pine Productions. | 4:26      |           |           |           |           |           |           |
| 28:52     |                                                                             |                                        |           |           |           |           |           |           |           |